# خوش أب شيرين (كفشكنان)
خوش أب شیرین (بالفارسية: خوش‌آب شیرین) هي قرية تقع في إيران في قسم کفشکنان الريفي. يقدر عدد سكانها بـ 94 نسمة بحسب إحصاء 2016.